# 滝川市開基百年記念塔
滝川市開基百年記念塔（たきかわしかいきひゃくねんきねんとう）は、北海道滝川市に存在する記念建造物。

## 概要
- 1990年の滝川市開基百年記念事業の一環として、北海道電力滝川発電所の残灰置き場を転用した北電公園（滝川市泉町135番地7号）の小高い丘の上に1991年に建設された[3]。総工費は約3億2千万円で84パーセントの約2億7215万円を開基百年記念事業の基金、残り5150万円を日本宝くじ協会の助成金で賄った[3][4][1]。
- 一階はロビーや受付カウンターを設け1 kw電球12基・展望室上に400 w電球8基を備え夜間ライトアップも行い[5]、生涯学習施設や記念塔周辺のスポーツ・レクリエーションゾーン「滝川リバーサイドパーク」の周遊インフォメーション施設としての機能も持たせていた[6]。
- 展望室は八面体の形状で頂部には滝川2世紀のさらなる飛翔をモチーフとしたモニュメントを据え20人乗り所要時間53秒のエレベーターで1階と結び[6]、床面高さ45メートルで塔自体が標高55メートルに位置するため標高100メートルからの展望を望む形とし[3]、天井高さ2.5メートル・直径12.6メートル・定員70名の構造で[7]、東は十勝連山・西に暑寒別連山・南に石狩川と空知川の合流点を望む眺望としていた[8]。なお展望台の北側については陸上自衛隊滝川駐屯地の演習や温泉施設「滝川ふれ愛の里」の露天風呂内部が眺望に入る欠点が生じ後に柵が設置された[9]。
- 当初は約4万人の利用があったもののその後1993年には利用客が1万人台に減少し年間500万円の赤字を計上[10]、リピーターが獲得できなかったことや[9]、1996年に完成した高さ53メートルの滝川市役所新庁舎に無料の展望室を設けたこともあり来場者の減少が続き[4]、夜間ライトアップの停止や冬季休業といった経費削減を行うものの好転せず[10]、滝川市の1999年度行政改革推進計画にて財政健全化策の一環として閉鎖案が盛り込まれ[11]、市民から反対の意見はなく[9]、1999年3月31日をもって閉鎖とされ[12][13]、以降は滝川市役所観光課により毎年内部点検が行われているもののの[9]、ほぼ放置状態となっている[10]。

## 営業時間・入場料
開業当時のデータ。また末期は11月から3月を閉館としており、1998年10月31日が最終営業日となった。
- 開館時間
  - 4月 - 9月：10時 - 21時
  - 10月 - 3月：10時 - 16時
- 休館日：毎週火曜日・年末年始12月31日 - 1月5日
- 入場料
  - 一般：300円（団体：10人以上270円・50人以上240円・100人以上210円）
  - 高校生：200円（団体：10人以上180円・50人以上160円・100人以上140円）
  - 小中学生：100円（団体：10人以上90円・50人以上80円・100人以上70円）

## 閉館後
- 2011年から2013年にかけ、毎年12月に近隣に位置する陸上自衛隊滝川駐屯地曹友会らの主催でライトアップ企画が行われた[15][16][17]。
- 2018年時点では出入口階段タイルやエレベーター部ガラスの損壊[18]、雨漏りや手すりの腐食により階段の使用が不可能となる劣化が生じ記念塔を管理する滝川市観光国際課は財源不足で解体費が出せない他記念建造物のため容易に解体が出来ないとしながら当面は倒壊の心配はないとして現状維持の方向性を示唆していたが[4]、2023年に示された市内の公共施設の存廃方針を決める「公共施設個別施設計画」においては後期計画での見込みとして本記念塔が遊休施設除却の対象の一つとして挙げられ[19]、時期は未定ながら将来的に解体を行う方針となっている[9]。

## アクセス
- 北海道中央バス 滝川市内線「百年記念塔入口」徒歩8分